# Данченко Микола Миколайович
Данченко Микола Миколайович — кандидат технічних наук, доцент кафедри «Вища математика і фізика» Таврійського державного агротехнологічного університету.

## Біографія
Данченко Микола Миколайович народився 21 січня 1949 р. у місті Новочеркаськ Російської Федерації. 
У квітні 1972 року був прийнятий на науково-педагогічну роботу в МІМСГ, де працював у різні періоди молодшим науковим співробітником, асистентом, старшим викладачем, доцентом кафедри теоретичної механіки і ТММ. 
У 1976 році вступив до заочної аспірантури за місцем роботи, яку закінчив у 1980 р. за спеціальністю «Механізація с/г виробництва». 
В 1984 році у спеціалізованій вченій раді Челябінського інституту механізації та електрифікації сільського господарства захистив кандидатську дисертацію на тему: «Обоснование параметров щеточного устройства для очёсывания метелок риса на корню». 
З 1985 р. Микола Миколайович старший викладач кафедри ТМ і ТММ, а потім доцента тієї ж кафедри. У січні 1989 р. він стає завідувачем кафедри Фізики, а у березні того ж року йому присвоєно вчене звання доцента. 
У 1998 році М. М. Данченко очолив проблемну науково-дослідну лабораторію зернозбиральних машин. Активно сприяв впровадженню у виробництво розробок НДЛ, розвивав співробітництво з провідними підприємствами в галузі комбайнобудування. 
За виготовлення та випробування машини для збирання рису Данченко М. М. нагороджений бронзовою медаллю «За досягнуті успіхи в розвитку народного господарства СРСР». 
Був призначений керівником Програми з наукових досліджень за темою: «Розробка і впровадження мелітопольської технології та технічних засобів збирання зернових культур обчісуванням рослин на корені». Підготував трьох кандидатів наук. Рішенням колегії Міністерства аграрної політики України у 2008 році нагороджений трудовою відзнакою «Знак пошани». 
Данченко Микола Миколайович і по сьогодні працює на кафедрі Вища математика та фізика. 

## Нагороди
За виготовлення та випробування машини для збирання рису Данченко М. М. нагороджений бронзовою медаллю «За досягнуті успіхи в розвитку народного господарства СРСР».
Рішенням колегії Міністерства аграрної політики України у 2008 році нагороджений трудовою відзнакою «Знак пошани».